# هجوم سان برناردينو 2015
هجوم سان برناردينو 2015  هو هجوم إرهابي وقع يوم الأربعاء 2 ديسمبر عام 2015 على مركز خدمات لذوي الإعاقة العقلية في سان بيرناردينو بولاية كاليفورنيا، أدى إلى مقتل 14 شخص وإصابة 24.

## المنفذ
قام بتنفيذ العملية رجل وامرأة، الرجل يدعى سيد فاروق يبلغ من العمر 28 عاماً وهو مواطن أميركي، والامرأة تدعى تشفين مالك وتبلغ من العمر 27 عاماً ولم تحدّد جنسيتها.

## تعليقات
- قالت شبكة إيه بي سي نيوز الأمريكية إن 14 شخصا قتلوا.